# Diocèse de Tacna et Moquegua
Le diocèse de Tacna et Moquegua (en latin : Dioecesis Tacnensis et Moqueguensis) ; en espagnol : Diócesis de Tacna y Moquegua) est un diocèse de l'Église catholique du Pérou suffragant de l'archidiocèse d'Arequipa.

## Territoire

Diocèse de Tacna y Moquegua

Il comprend les départements de Tacna et Moquegua sur un territoire d'une superficie de 32 810 km2 divisé en 42 paroisses. L'évêché est dans la ville de Tacna où est située la cathédrale dédiée à Notre-Dame du Rosaire, la patronne du diocèse.
La basilique du Seigneur de Locumba (es) est un lieu de pèlerinage à une statue du Christ crucifiéreconnu comme patrimoine culturel de la nation par le ministère de la culture.

## Histoire
Le diocèse de Tacna est érigé le 18 décembre 1944 par la constitution apostolique Nihil potius et antiquius du pape Pie XII en prenant une partie du territoire de l'archidiocèse d'Arequipa dont Tacna devient le suffragant,. Il prend son nom actuel par le décret Multum conferre du 11 juillet 1992 de la congrégation des évêques.

## Évêques
- Carlos Alberto Arce Masías (6 juillet 1945 - 17 décembre 1956), nommé évêque de Huánuco
- Alfonso Zaplana Bellizza (17 décembre 1957 - 28 avril 1973)
- Óscar Rolando Cantuarias Pastor (5 octobre 1973 - 9 septembre 1981), nommé archevêque de Piura
- Óscar Julio Alzamora Revoredo, S.M (16 décembre 1982 - 13 février 1991)
- José Hugo Garaycoa Hawkins (6 juin 1991 - 1er septembre 2006)
- Marco Antonio Cortez Lara (1 septembre 2006 -  )